# Epidapus libidinosus
Epidapus libidinosus är en tvåvingeart som beskrevs av Werner Mohrig 2003. Epidapus libidinosus ingår i släktet Epidapus och familjen sorgmyggor.
Artens utbredningsområde är Costa Rica. Inga underarter finns listade i Catalogue of Life.